# Mosambikanischer Film
Der Mosambikanische Film umfasst das nationale Filmschaffen Mosambiks.

## Geschichte

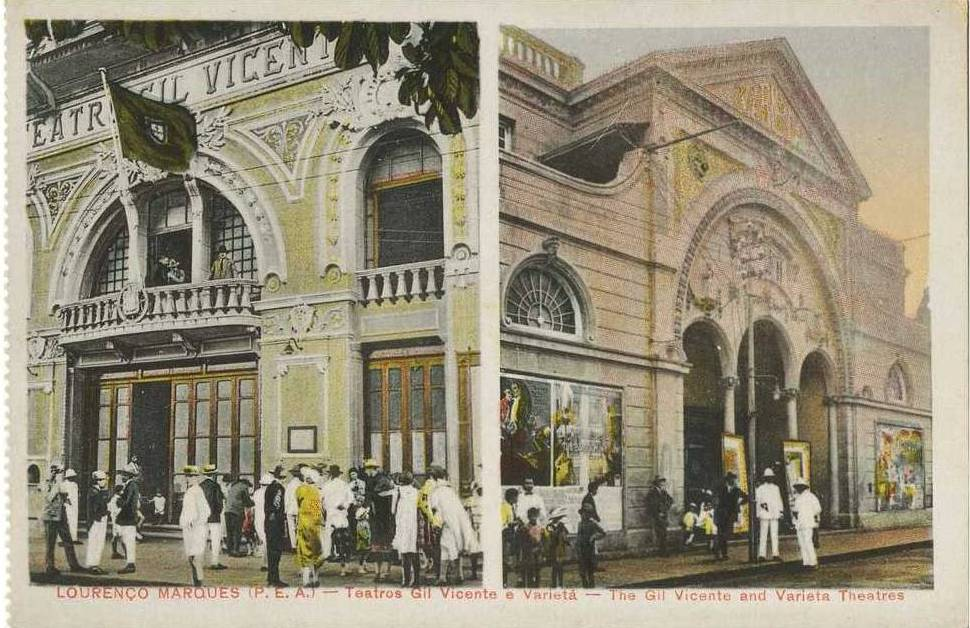
Die Teatros Gil Vicente und Varietá in Lourenço Marques (um 1920)

### Vorgeschichte
Parallel zur neueren Geschichte Mosambiks ist auch die Geschichte des mosambikanischen Kinos mit der portugiesischen Kolonialgeschichte und ihre Jahrhunderte alte Präsenz im Land verbunden. So tauchte Mosambik zunächst so gut wie gar nicht in der Filmgeschichte auf, bedingt durch die Repression der portugiesischen Kolonialverwaltung und der zunehmenden Zensur seit dem Militärputsch des General Gomes da Costa 1926 in Portugal. Beispielhaft für die Dominanz der offiziellen Propaganda im Portugiesischen Film der Zeit ist hier der Film Chaimite von Regisseur Jorge Brum do Canto zu nennen, der 1953 propagandistisch die Niederlage Gungunhanas gegen die portugiesischen Kolonialtruppen in Mosambik Ende des 19. Jahrhunderts darstellte.
In Mosambik entwickelte sich das Kino insgesamt langsamer als etwa im ebenfalls portugiesischen Angola, das insbesondere seit den 1940er Jahren ein stärkeres Wirtschafts- und Bevölkerungswachstum erlebte, und wo es noch unter portugiesischer Kolonialverwaltung einheimische Filmproduktionen gab. Mit der Unabhängigkeit 1975 kehrte sich dies um, und Mosambik erlebte im Gegensatz zu Angola eine deutliche Hinwendung zum Film.

### Seit der Unabhängigkeit 1975 bis zum Ende der Volksrepublik 1990

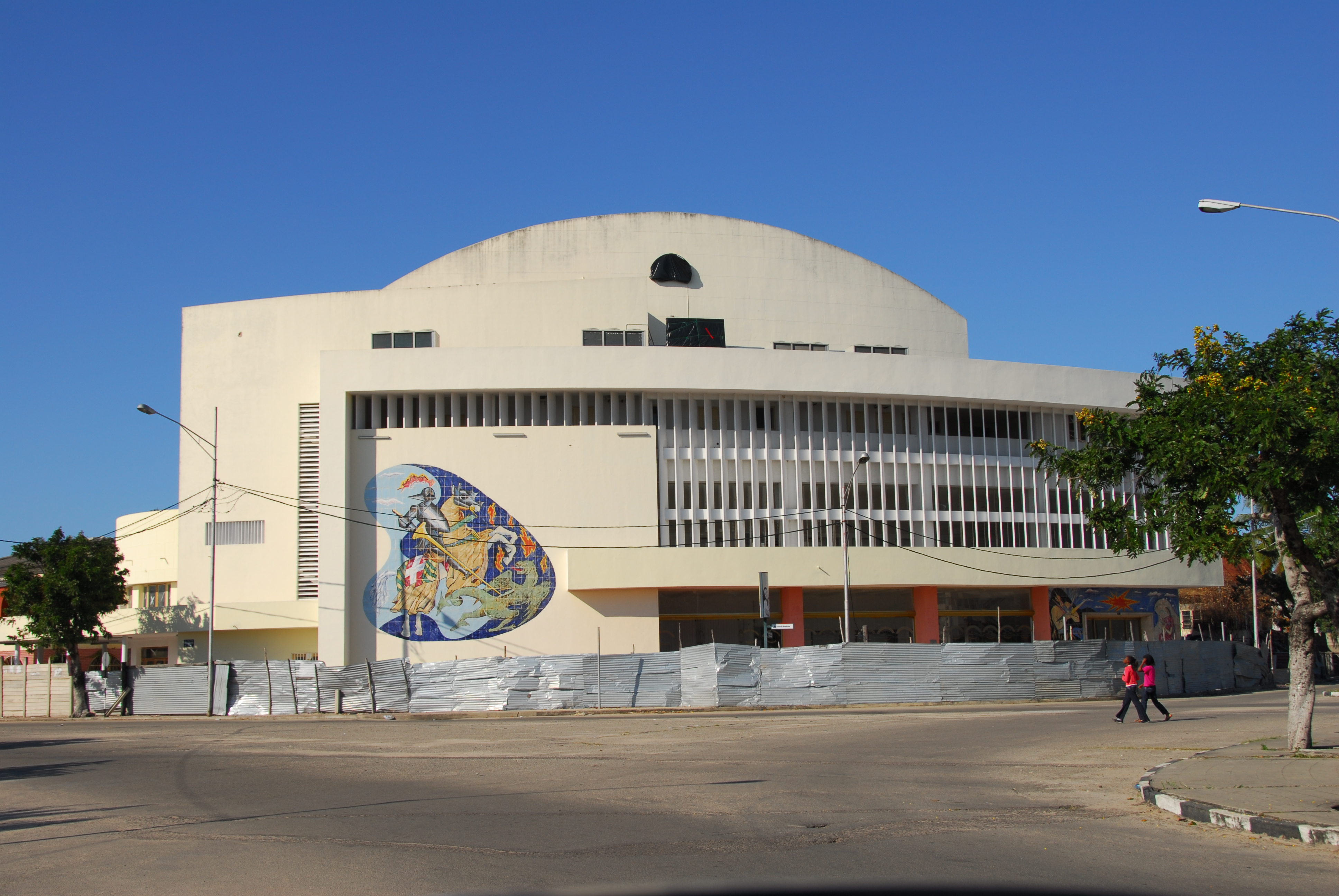
Das Cinema São Jorge in Beira (2011)

Eine der ersten Amtshandlungen der sozialistischen FRELIMO-Regierung unter Präsident Samora Machel nach der Unabhängigkeit des Landes 1975 war die Gründung des Nationalen Filminstituts Instituto Nacional de Cinema (INC). Machel, der bereits in der Zeit des Befreiungskampfes ihm wohlgesinnte Filmemacher in seinen Machtbereich eingeladen hatte, sah im Film eine Möglichkeit, seine Ideen in einem überwiegend von Analphabeten bevölkerten Land zu verbreiten. Bald unterhielt das Filminstitut 40 Kinosäle, vor allem in den großen Städten sowie mobile Projektoren aus der Sowjetunion, mit deren Hilfe auf den Marktplätzen der Dörfer Filme gezeigt wurden. Mosambik entwickelte sich damit zum zweitgrößten Filmproduzenten des südlichen Afrika. Das mosambikanische Filminstitut produzierte Wochenschauen und Dokumentarfilme, mit denen die Regierung die Schaffung marxistischer Werke verfolgte, in denen Form und Inhalt verschmelzen und zu einem Werkzeug politischer Bildung werden sollten. Die Kuxa Kanema genannten Wochenschauen wurden in mobilen Kinos überall im Land gezeigt. 395 Wochenschauen, 119 kurze und 13 lange Dokumentarfilme wurden in den Anfangsjahren produziert. Motiviert wurden die Filmschaffenden nicht zuletzt durch das Manifest „Für ein drittes Kino“, mit dem Pino Solanas und Octavio Getino sich für ein Drittes Kino abseits sowohl des amerikanisch geprägten Unterhaltungskinos als auch des europäischen Autorenfilms aussprachen.
So folgte 1976 der aus Mosambik stammende Ruy Guerra, ein „Vater“ des neuen brasilianischen Films, dem Aufruf der revolutionären Regierung, in sein Heimatland zurückzukehren und sich am Aufbau einer nationalen Filmproduktion zu beteiligen. Berühmte Regisseure wie Jean-Luc Godard kamen ebenfalls zur Unterstützung nach Mosambik. Der Mosambikanische Bürgerkrieg brachte jedoch eine strengere Zensur hervor und der Tod Samora Machels 1986 führte zu einer sinkenden Bedeutung der Filmproduktion in Mosambik, da die Medienpolitik seiner Nachfolger ihren Schwerpunkt nun beim Fernsehen setzte. Ein großer Teil der frühen mosambikanischen Filmproduktion ist heute aufgrund des tropisch-feuchten Klimas und fehlender Mittel zur sachgerechten Lagerung von der Zersetzung bedroht.

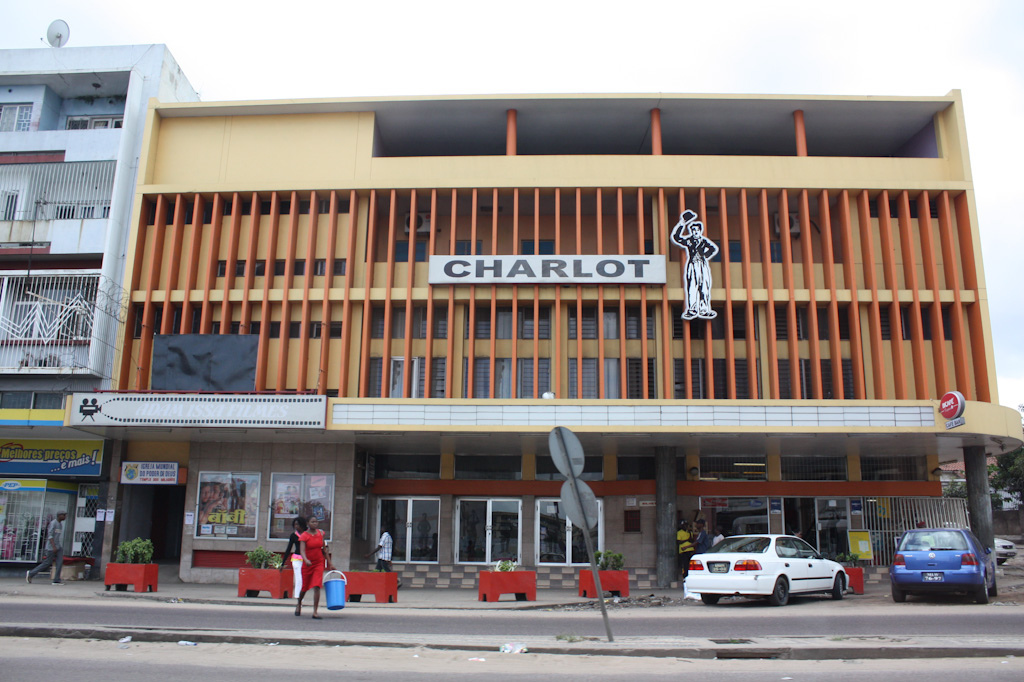
Das Cinema Charlot in Maputo (2009)

### Seit 1990
Ein Feuer 1991 im INC zerstörte einen Großteil des Filmarchivs und beendete endgültig die Arbeit des Filminstitutes Mosambiks. Der Staat stellte damit seine Unterstützung des Films in Mosambik praktisch ein.
Das Ende der Volksrepublik Mosambik 1990 und die danach geänderte Wirtschaftspolitik Mosambiks ermöglichten jedoch parallel das Aufkommen privater Produktionsfirmen. Ebano Multimedia war 1991 die erste private Filmproduktionsfirma, der sechs weitere folgten. In der Folge konnte sich Mosambik auch als Produktionsland für ausländische Filme etablieren. So wurden eine Reihe Produktionen des Portugiesischen Films hier gedreht, darunter der prämierte portugiesische Film Tabu – Eine Geschichte von Liebe und Schuld (2012) und verschiedene Filme José Carlos de Oliveiras. Insbesondere aber Filme wie Ali, die Filmbiografie des Muhammad Ali (mit Will Smith in der Hauptrolle), der deutsch-amerikanische Thriller Blood Diamond (2006), die internationale Verfilmung von Mia Coutos gleichnamigen Roman O Último Voo Do Flamingo (2010), oder auch Politthriller wie Die Dolmetscherin (2005) oder Catch a Fire (2006) wurden ganz oder teilweise in Mosambik gedreht und etablierten es als internationales Filmproduktionsland.
Die Geschichte des mosambikanischen Films, insbesondere seines engagierten Dokumentarfilms, erhält jedoch erst langsam die Aufmerksamkeit der Filmwissenschaft.

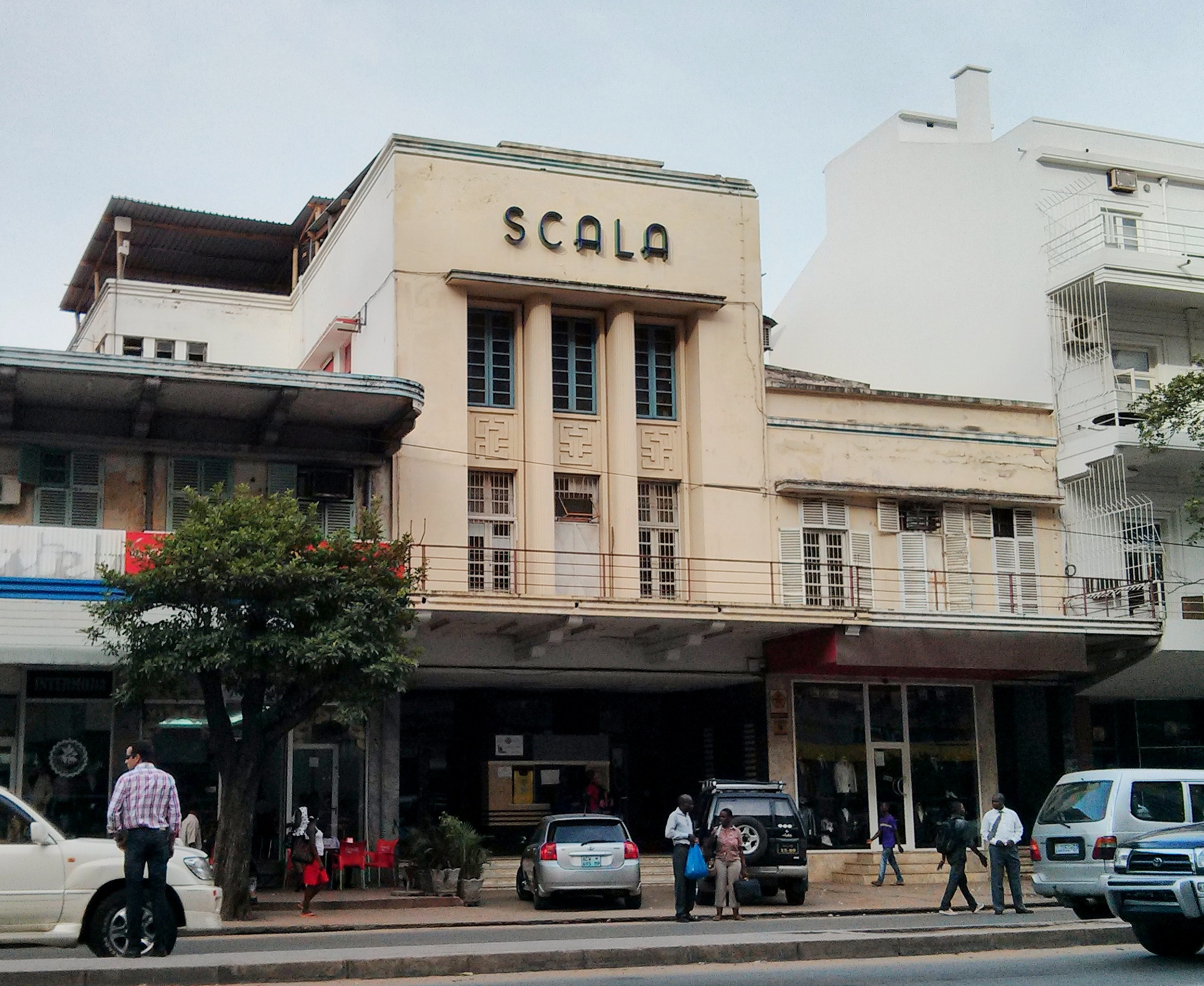
Das Cinema Scala (2014), einer der Spielorte des Dockanema-Filmfestivals

## Filmfestivals
Zwischen 2006 und 2012 fand alljährlich das mosambikanische Filmfestival des Dokumentarfilms Dockanema in Maputo statt.
Das Mussoril Film Festival in Maputo ist ein weiteres Filmfestival. Des Weiteren finden Filmzyklen, Retrospektiven und Filmschauen neuer Filme statt, etwa der 2014 erstmals ausgerichtete mosambikanische Kurzfilmzyklus KUGOMA, die Festa do Cinema Português (portugiesische Filme), die durch mehrere Städte im Land geht, die 2014 zum zweiten Mal ausgerichtete Woche des Afrikanischen Films (2a Semana do Cinema Africano de Maputo), oder der Zyklus zu Filmen aus der Gemeinschaft der Portugiesischsprachigen Länder (Ciclo de Cinema da CPLP).

## Institutionen
Nach dem Ende des INC (Instituto Nacional de Cinema) koordiniert heute das INAC (Instituto Nacional de Audiovisual e Cinema) in der Hauptstadt Maputo die offiziellen Filmaktivitäten.
Die 2003 gegründete Associação Moçambicana de Cineastas (AMOCINE) ist die Vereinigung der Regisseure Mosambiks. Sie fördert mit verschiedenen Initiativen die Filmkunst im Land. So konnte AMOCINE 2010 mit Unterstützung der französischen Entwicklungshilfe einen Filmförderungsfonds gründen. 70 % seiner Mittel gehen in die direkte Filmförderung mosambikanischer Produktionen, 20 % sind für die Unterstützung neuer, noch unerfahrener Filmschaffender im Land vorgesehen, und 10 % sind für den Vertrieb der Produktionen bestimmt.
Die Initiative ist auch ein Versuch, das Fehlen einer Vertriebsstruktur im Land etwas zu kompensieren. Bisher werden Filme überwiegend schlicht archiviert und sind nur teilweise und gelegentlich im Fernsehen, etwa der staatlichen TVM zu sehen, ohne dass hierfür Zahlungen entrichtet werden.

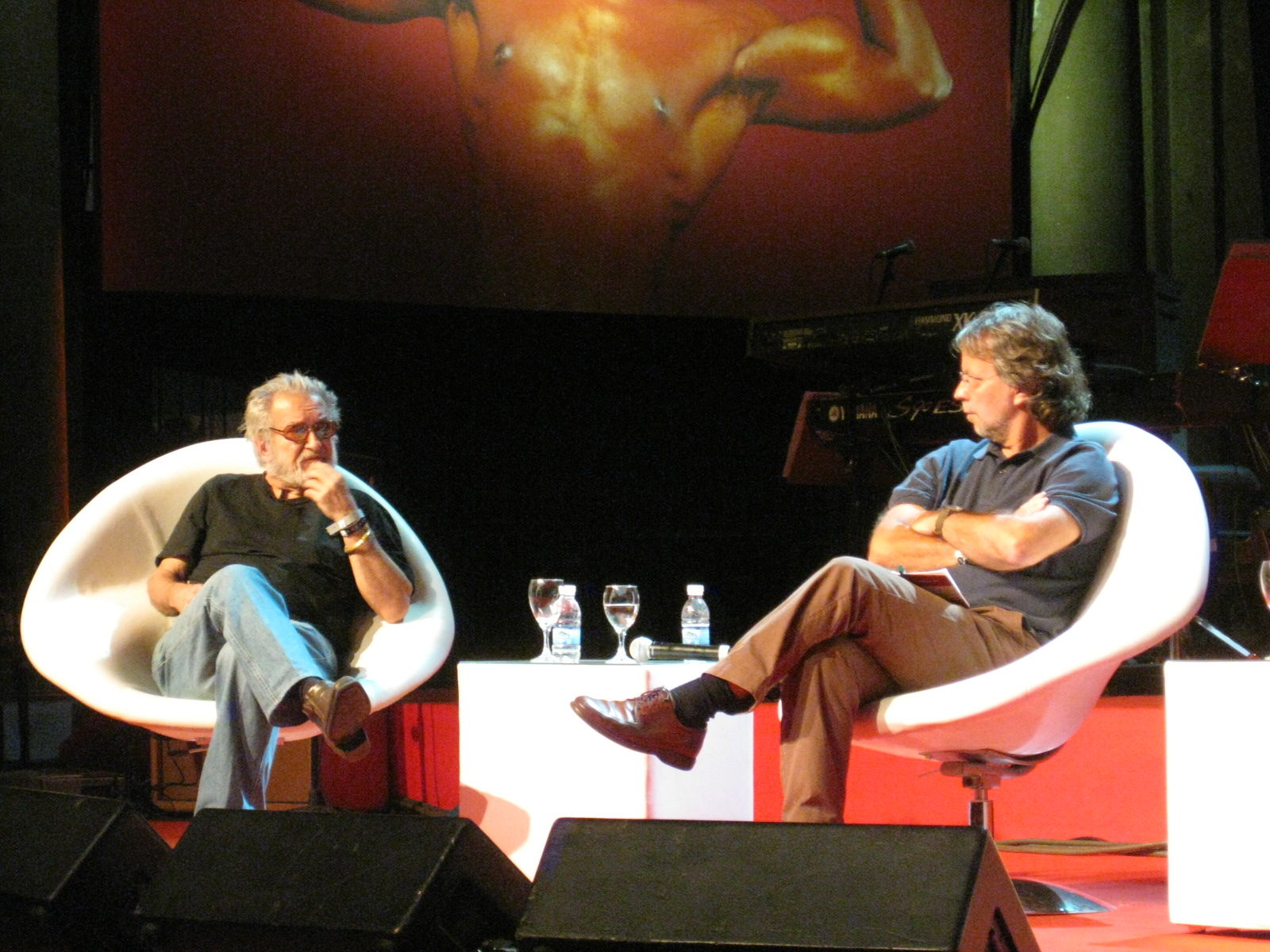
Ruy Guerra (links) mit Mia Couto (2010)

## Filmschaffende
Als bekanntester Regisseur im mosambikanischen Film dürfte der 1931 im heutigen Maputo geborene Ruy Guerra gelten. Nach Zwischenstation in Portugal begann er seine Karriere in Brasilien, im Cinema Novo der frühen 1950er Jahre. Dennoch war er es, der mit Mueda, Memoria e Massacre 1980 den ersten Spielfilm Mosambiks nach seiner Unabhängigkeit 1975 drehte.
Weitere bekannte Filmemacher Mosambiks sind Camilo de Sousa, Isabel Noronha, Sol de Carvalho, Pedro Pimenta, Chico Carneiro, Licínio de Azevedo, Victor Lopes und João Ribeiro.

## Filme
→ Siehe auch: Liste mosambikanischer Filme
Bekannte mosambikanische Filme sind:
- O Gotejar da Luz (2002, Regie: Fernando Vendrell)
- Das schlafwandelnde Land (orig.: Terra Sonâmbula, 2007, Regie: Teresa Prata)
- O Último Voo do Flamingo (2010, Regie: João Ribeiro)
- Comboio de Sal e Açúcar (2016, Regie: Licínio Azevedo), der erste mosambikanische Vorschlag für die Oscar-Nominierung in der Kategorie bester internationaler Film